# Alojz Rakús
Alojz Rakús (ur. 14 maja 1947, zm. 27 sierpnia 2023) – słowacki polityk, lekarz psychiatra, a także wykładowca na Słowackim Uniwersytecie Medycznym w Bratysławie.

## Biografia
W 1962 roku ukończył dziewięcioletnią szkołę podstawową w Trnawie, a trzy lata później w tym samym mieście liceum ogólnokształcące. W 1971 roku ukończył studia na Wydziale Lekarskim Uniwersytetu Komeńskiego w Bratysławie. Następnie odbył podyplomowe i zawodowe kształcenie w zakresie cybernetyki biomedycznej, psychiatrii, psychoterapii i neuropsychiatrii, odpowiednio w 1979, 1975 (II stopień w 1982), 1998 i 2009 roku. W 1999 roku uzyskał tytuł profesora nadzwyczajnego. W latach 1971–1982 pracował w Klinice Psychiatrii Wydziału Lekarskiego Uniwersytetu Komeńskiego w Bratysławie. W 1990 roku został ministrem zdrowia ówczesnej Czechosłowacji, aż do jej rozpadu reprezentując partię Ruchu Chrześcijańsko-Demokratycznego. Członkiem tej partii był do 2008 roku, kiedy to przeszedł do Konserwatywnych Demokratów Słowacji (był członkiem do jej rozwiązania). Wykładał na uniwersytecie.